# Desa Sindangasih (administrativ by i Indonesien, lat -6,83, long 107,17)
Desa Sindangasih är en administrativ by i Indonesien.   Den ligger i provinsen Jawa Barat, i den västra delen av landet, 80 km sydost om huvudstaden Jakarta.